# Savaş Koç
Savaş Koç (* 23. März 1963 in Ankara) ist ein ehemaliger türkischer Fußballspieler.

## Karriere

### Verein
Koç bestritt 1983–1984 insgesamt 18 Ligapartien für Hannover 96, danach folgte innerhalb Deutschlands ein Wechsel nach Bayern und dort zum SV Türk Gücü München. Von dort ging er 1986 zum türkischen Spitzenverein Galatasaray Istanbul. Sein Debüt in der türkischen Liga gab er in der Saison 1986/87, als Koç unter dem deutschen Trainer Jupp Derwall mit Galatasaray die türkische Meisterschaft gewann, die erste nach 14 Jahren. In der folgenden Spielzeit 1987/88 wurde unter Neu-Trainer Mustafa Denizli die Meisterschaft wiederholt. In der Saison 1988/89 erreichte Savaş Koç mit Galatasaray nach Siegen über Neuchâtel Xamax und AS Monaco als bisher einzige türkische Mannschaft im Europapokal der Landesmeister das Halbfinale. Dort scheiterte das Team an Steaua Bukarest (1:1 und 1:4).

### Nationalmannschaft
1990 debütierte er in der türkischen Nationalmannschaft, als er an den Qualifikationsspielen zur Fußballweltmeisterschaft 1990 in Italien teilnahm.

## Erfolge
- Türkische Meisterschaft: 1987, 1988
- Türkischer Fußball-Supercup: 1987
- TSYD Kupası: 1988
- Europapokal der Landesmeister Halbfinale: 1988/89

## Familie
Seine Tochter Filiz Koç ist eine ehemalige Fußballspielerin. Ferner war sie als Reporterin, Model und Schauspielerin tätig. Seine zweite Tochter Yeliz Koç ist in Deutschland als Reality-TV-Teilnehmerin bekannt.